# 黃檗車站
黃檗站（日语：／ Obaku eki */?）位於京都府宇治市五庄，是京阪電氣鐵道及西日本旅客鐵道（JR西日本）的鐵路車站。京阪的車站編號為KH75，西日本旅客鐵道則是JR-D08。

## 歷史

### 京阪電氣鐵道

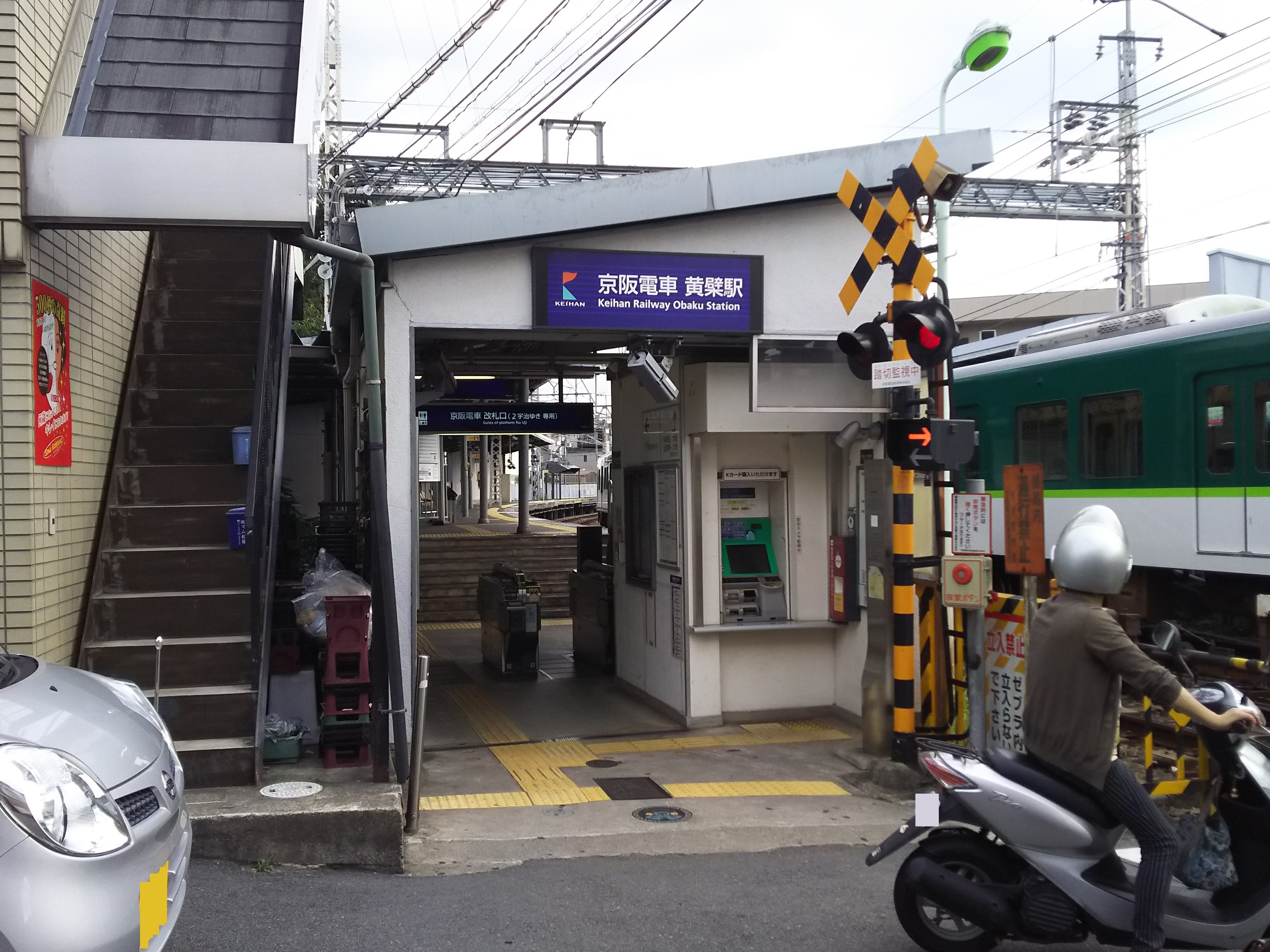
往宇治方向的入口（2016年9月）

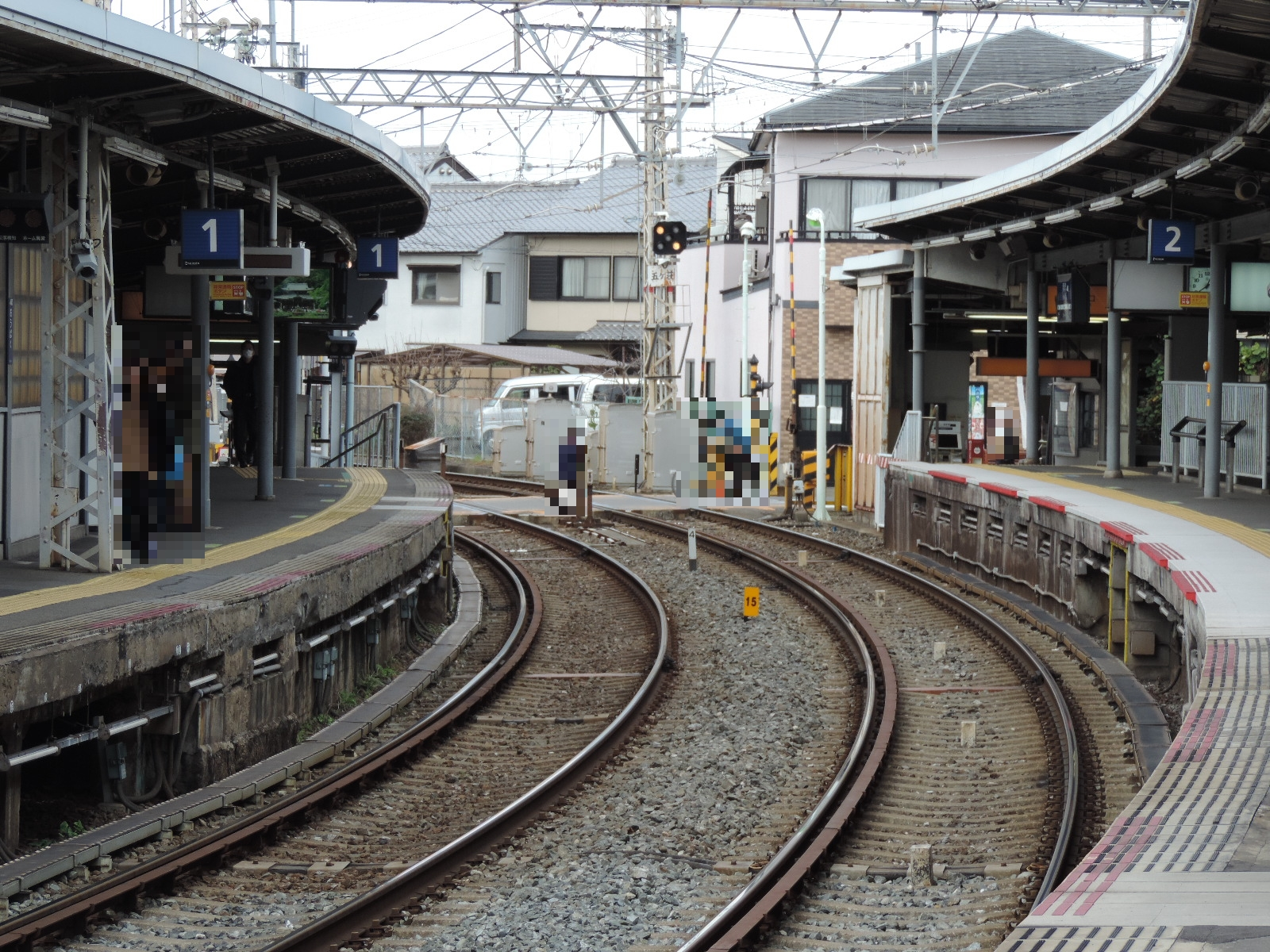
月台（2020年3月）

- 1913年（大正2年）6月1日 - 隨著京阪電鐵宇治線開通，本站同時開業，當時的站名為黃檗山站。
- 1926年（大正15年） - 改稱為黃檗站。
- 1943年（昭和18年）10月1日 - 由於公司合併，成為京阪神急行電鐵（阪急電鐵）的車站。
- 1949年（昭和24年）12月1日 - 由於公司分離，成為京阪電氣鐵道的車站。
- 1981年（昭和56年） - 設置導盲磚[1]。
- 1999年（平成11年）9月27日 - 往宇治方向的月台設置殘障廁所[2]。
- 2002年（平成14年）3月11日 - 往宇治方向的月台設置月台異常通報装置[3]。

### JR西日本
- 1961年（昭和36年）4月21日 - 國鐵奈良線的木幡站 - 宇治站間新設本站。
- 1987年（昭和62年）4月1日 -  由於國鐵分割民營化，成為西日本旅客鐵道（JR西日本）的車站。
- 2003年（平成15年）11月1日 - 可使用儲值卡「ICOCA」搭車[4]。
- 2018年（平成30年）3月17日 - 導入車站編號。

## 構造

### 京阪電氣鐵道
本站為側式月台2面2線的地面車站。

#### 月台配置
| 月台 | 路線   | 方向 | 目的地                              |
| ---- | ------ | ---- | ----------------------------------- |
| 1    | 宇治線 | 上行 | 往 中書島、淀屋橋、中之島線、出町柳 |
| 2    | 宇治線 | 下行 | 往 宇治                             |

### JR西日本
側式月台2面2線的地面車站。

#### 月台配置
| 月台 | 路線   | 方向 | 目的地        |
| ---- | ------ | ---- | ------------- |
| 1    | 奈良線 | 上行 | 往 京都       |
| 2    | 奈良線 | 下行 | 往 宇治、奈良 |

## 使用狀況
根據京都府統計書資料，1日平均上車人次統計如下表。
| 年度   | 京阪             | JR西日本         |
| 年度   | 1日平均 上車人次 | 1日平均 上車人次 |
| ------ | ---------------- | ---------------- |
| 1999年 | 3,855            | 3,257            |
| 2000年 | 3,945            | 3,282            |
| 2001年 | 3,860            | 3,236            |
| 2002年 | 3,814            | 3,148            |
| 2003年 | 3,716            | 3,096            |
| 2004年 | 3,633            | 3,096            |
| 2005年 | 3,556            | 3,200            |
| 2006年 | 3,441            | 3,282            |
| 2007年 | 3,402            | 3,322            |
| 2008年 | 3,436            | 3,458            |
| 2009年 | 3,392            | 3,408            |
| 2010年 | 3,400            | 3,460            |
| 2011年 | 3,311            | 3,552            |
| 2012年 | 3,403            | 3,604            |
| 2013年 | 3,353            | 3,732            |
| 2014年 | 3,353            | 3,773            |
| 2015年 | 3,459            | 3,811            |
| 2016年 | 2,797            | 3,753            |
| 2017年 | 2,652            | 3,734            |
| 2018年 | 2,723            | 3,734            |

## 周邊
- 黄檗山萬福寺 黄檗宗大本山
- 許波多神社
- 京都大學宇治校區
- 京都藝術高等學校
- 宇治市立東宇治中學校
- 宇治市立黃檗中學校
- 宇治五郵局
- 京都府道7号京都宇治線
- 彌陀次郎川

## 相鄰車站
京阪電氣鐵道
 宇治線
木幡（KH74）－黄檗（KH75）－三室戶（KH76）
西日本旅客鐵道
 奈良線
■京路快速、■快速、■區間快速
通過
■普通
木幡（JR-D07）－黄檗（JR-D08）－宇治（JR-D09）

## 外部連結
- 黃檗 - 京阪電氣鐵道（日語）
- 黄檗｜車站資訊：JR出門網 - 西日本旅客鐵道（日語）